# Theobroma obovatum
Theobroma obovatum es una especie vegetal de la familia Malvaceae, que se encuentra en los bosques a menos de 1000 m de altitud, en Colombia, Venezuela, Trinidad y Tobago, Perú y Brasil.
Es un árbol que alcanza hasta 5 m de altura. El fruto tiene una pulpa comestible, dulce.